# Utrechtse Studenten Cantorij
De Utrechtse Studenten Cantorij (USC) is een kamerkoor dat bestaat uit gevorderde zangers in de studentenwereld van Utrecht. Het koor heet de Cantorij, omdat het officieel verbonden is aan een instituut (in dit geval niet een kerk, maar de Universiteit Utrecht). De USCantorij is in 1964 opgericht door Jaap Hillen, als afsplitsing van het USKO.

## Repertoire
De USCantorij zingt muziek uit allerlei genres – variërend van Renaissance tot Romantiek tot 21e-eeuwse muziek. Op het repertoire staat voornamelijk a-capellamuziek uit de traditie van de klassieke muziek, zoals het Concert voor Koor van Alfred Schnittke. Daarnaast werkt het koor geregeld samen met instrumentalisten om o.a. grote werken als Ein deutches Requiem, Johannes Passion, en de Hohe Messe ten gehore te brengen. Er zijn meerdere opdrachtcomposities speciaal voor de USCantorij geschreven, waaronder door Wim Dirriwachter, Gerard Beljon, Daan Manneke en Douwe Eisinga. Bovendien is er een nauwe samenwerking met de afdeling Compositie van het Utrechts Conservatorium, waardoor met regelmaat ook muziek wordt uitgevoerd van jonge componisten, doorspekt met de nieuwste muzikale innovaties.

## Concerten en tournee
De USCantorij voert ieder jaar drie programma's uit (een voorjaars-, zomer-, en najaarsprogramma). In het verleden trad het koor op bij het muziekfestival UUnited, op Radio4, en werkte het samen met Capella Amsterdam. De USCantorij maakte tournees naar Zweden, Duitsland, Oostenrijk, Engeland, Spanje, België, Slovenië, Brazilië, Frankrijk, en Litouwen.